# 사회 이론
사회 이론(社會理論)은 특정 사상 유파의 범위 내에서 사회 현상을 배우고 해석할 때 사용되는 이론 틀이다.
사회 이론은 사회 현상을 연구하고 해석하는 데 사용되는 분석적 틀 또는 패러다임이다. 사회 과학자들이 사용하는 도구인 사회 이론은 다양한 방법론(예: 실증주의 및 반실증주의)의 타당성 및 신뢰성, 구조 또는 행위자의 우위, 우발성과 필연성 사이의 관계에 대한 역사적 논쟁과 관련이 있다. 비공식적 성격의 사회 이론, 또는 학문적 사회 및 정치 과학 외부에 기반을 둔 저자는 "사회 비판" 또는 "사회 논평" 또는 "문화 비평"이라고 할 수 있으며 공식적인 문화 및 문학 연구와 관련될 수 있다. 기타 비학술적 또는 저널리즘적 글쓰기 형식도 마찬가지이다.

## 같이 보기
- 대륙 철학
- 비판 이론
- 문화이론
- 민속방법론
- 사회학의 역사
- 문학이론
- 정치철학
- 탈구조주의
- 포스트모더니즘
- 퀴어 이론
- 사회문화적 진화
- 사회학 이론